# Hi-Res Adventure
Hi-Res Adventures es una serie de aventuras conversacionales publicada por On-Line Systems y Sierraventure, antiguos nombres de Sierra On-Line, entre 1980 y 1984. Destacan por ser, en la época, aventuras conversacionales que utilizaban gráficos. La mayoría fueron diseñadas por Ken y Roberta Williams.

## Lista completa

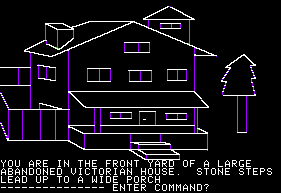
Escena inicial de Mystery House, una de las Hi-Res Adventure.

Las Hi-Res Adventures salieron todas numeradas, y son las siguientes:
- Hi-Res Adventure # 0 : Mission Asteroid
- Hi-Res Adventure # 1 : Mystery House
- Hi-Res Adventure # 2 : Wizard and the Princess
- Hi-Res Adventure # 3 : Cranston Manor
- Hi-Res Adventure # 4 : Ulysses and the golden fleece
- Hi-Res Adventure # 5 : Time Zone
- Hi-Res Adventure # 6 : The Dark Crystal

Mystery House y Mission Asteroid salieron ambas prácticamente a la vez en 1980, siendo Mystery House anterior a Mission Asteroid. Sin embargo, Mission Asteroid fue numerada como 0.